# 岩出市
岩出市（いわでし、英: Iwade-City）は、和歌山県北部（紀北地域）に位置する市。

## 概要
2006年（平成18年）4月1日に那賀郡岩出町が市制を施行し発足した。これにより那賀郡は消滅した。
隣接する紀の川市よりも人口は少ないものの、官公庁施設（警察署・振興局など）を有し、那賀地域の中心都市でもある。人口は1994年（平成6年）の関西国際空港開港に伴う開発で、大幅に増加している。
岩出市の特徴は、県内の他の地域とは違い、大阪府内から転入し岩出市内に在住しながらも勤務先の大阪府内へのマイカー通勤者が多いことである。また岩出市からは隣接する和歌山市の紀伊駅・大阪府泉南市のJR阪和線・和泉砂川駅、南海線・樽井駅を利用し大阪府内への通勤・通学者が多く、大阪府のベッドタウンとなっている。
本市は人口が5万人余り、市役所を中心に半径2.5kmと面積は小規模であるが、紀北地域の東西の道路はすべて本市を通過し周辺の市町からの道路も繋がることから、岩出橋などを中心に市内へ入る道路の渋滞が激しい。大阪方面へ向かう県道63号泉佐野岩出線は4車線化されており、京奈和自動車道の岩出根来ICも設置され今なお発展が進んでいる。

## 地理

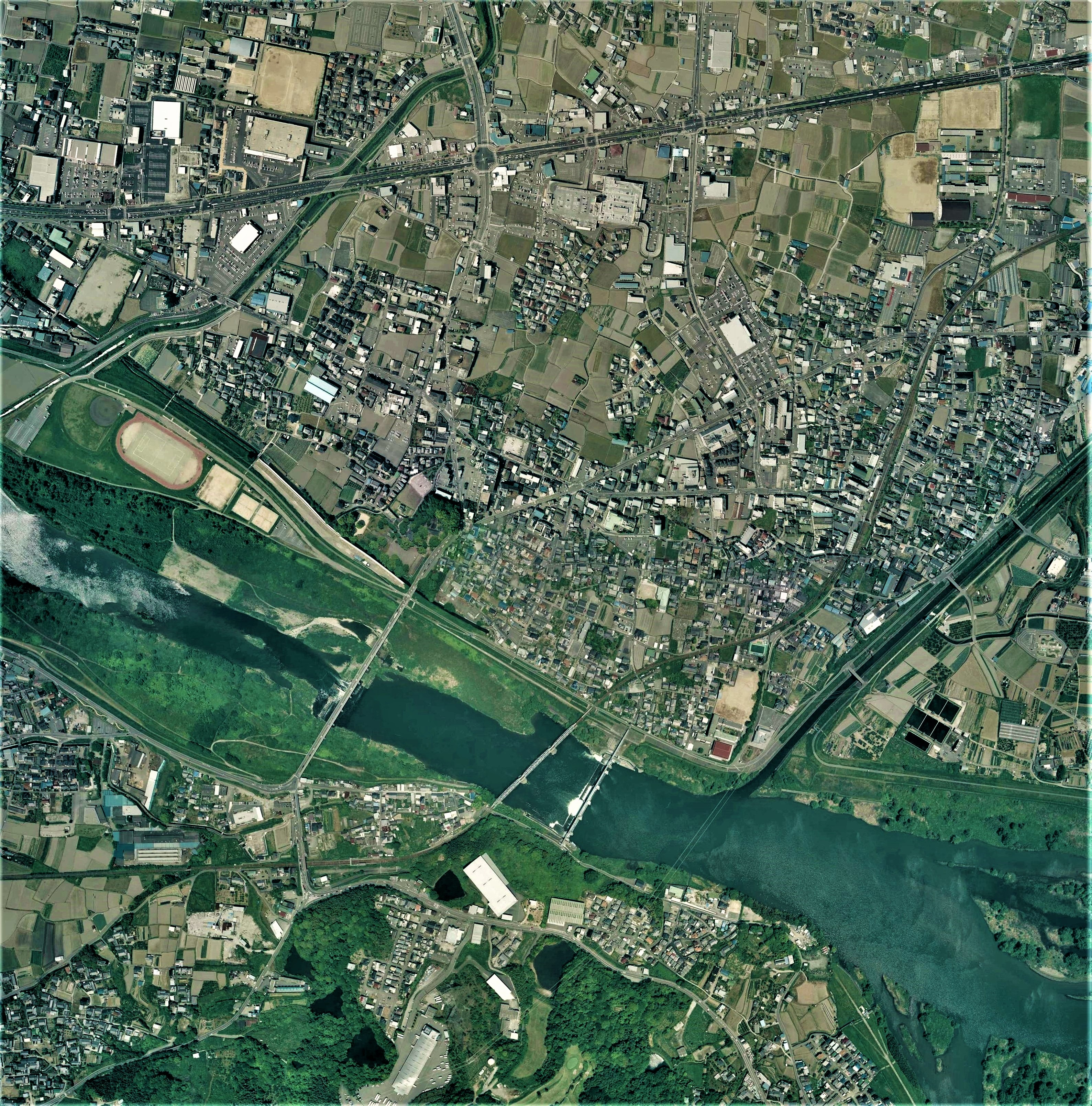
岩出市中心部周辺の空中写真。
2008年5月3日撮影の2枚を合成作成。。

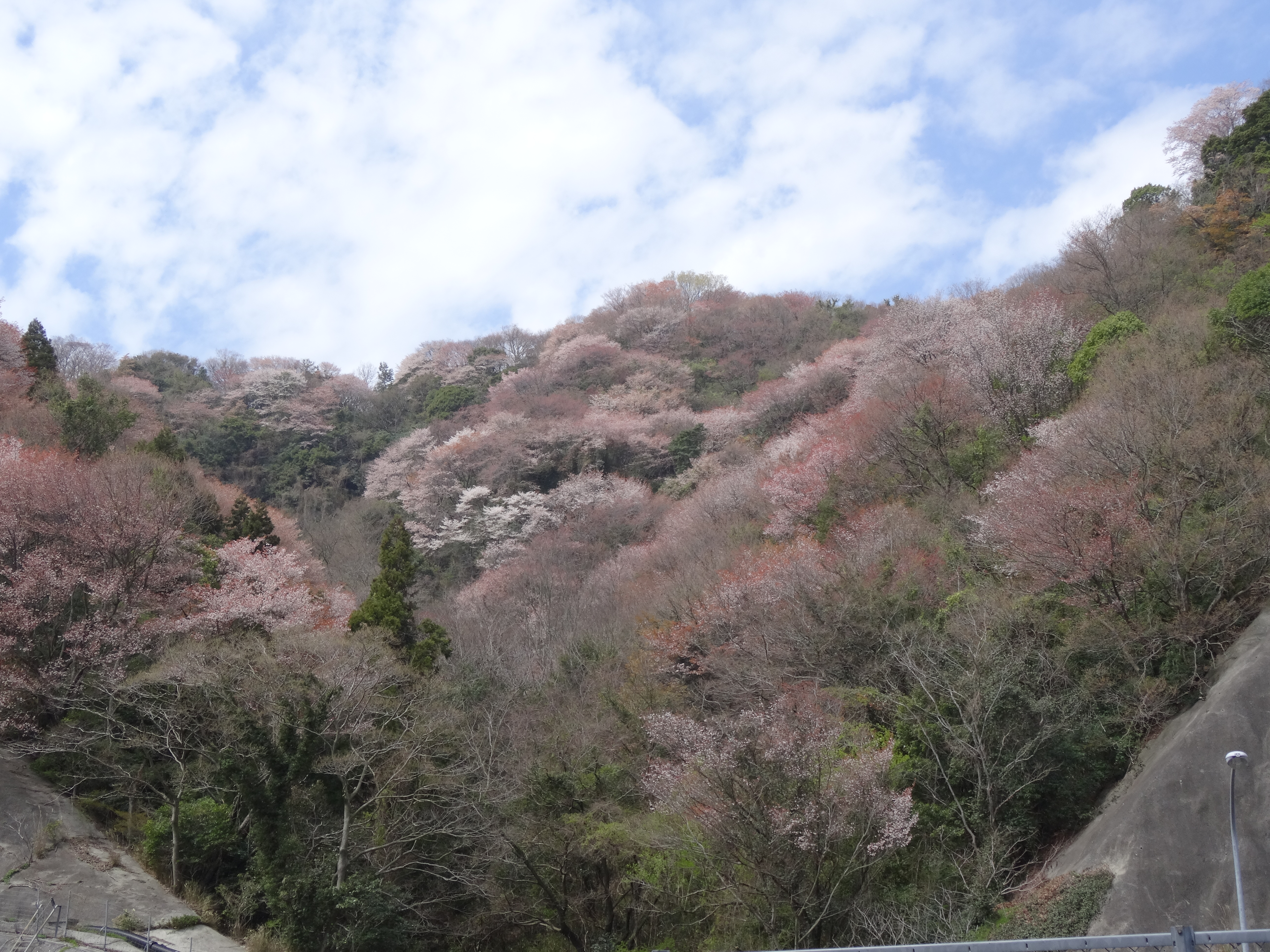
雄ノ山峠の山桜

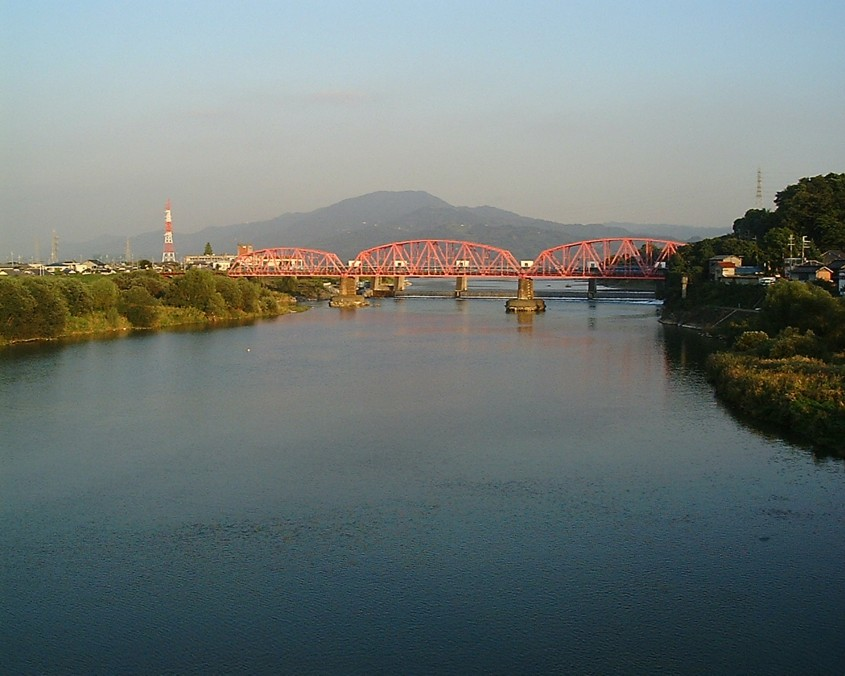
市内を流れる紀の川

### 位置
和歌山県の北部に位置し、市の南部を紀の川が流れている。市の北部は大阪府と接している。

### 地形

#### 山岳
主な峠
- 風吹峠
- 雄ノ山峠

#### 河川
主な河川
- 紀の川

### 地域
市内の地名
- 相谷
- 赤垣内（あかがいと）
- 尼ヶ辻
- 安上
- 荊本（いばらもと）
- 今中
- 今畑
- 大町
- 岡田
- 押川（おしがわ）
- 金池
- 金屋
- 川尻
- 紀泉台
- 北大池
- 境谷
- 桜台
- 清水
- 新田広芝（しんでんひろしば）
- 曽屋
- 高瀬
- 高塚
- 中黒
- 中島
- 中迫（なかぶさ）
- 西安上
- 西国分
- 西野
- 根来
- 野上野（のじょの）
- 畑毛
- 波分（はぶ）
- 原
- 東坂本
- 備前
- 船戸
- 堀口
- 水栖（みずす）
- 溝川
- 南大池
- 宮
- 森
- 山
- 山崎
- 山田
- 湯窪
- 吉田

### 人口
関西空港が開港するまで、人口が少なく商店なども少ないのどかな田園地帯であった。
近年では、紀泉台・桜台などのニュータウンの開発をはじめとして市内のあちこちで宅地開発や団地の新築が進み、以前に比べ増加率は小さくなったものの人口は増加し続けており、県内では数少ない人口増加都市である。
また、県内では珍しく若年層の比率が高い。市内の中学校2校は、県内中学校における生徒数1位2位の規模であるほか、県内では珍しく小学校なども新設された。
平成22年度の国勢調査では、岩出市の人口増加率は4.04%（県内30市町村で首位）と県内では最も高く、全国的に見ても高い水準にある。
なお、人口は5万人程度であり規模としては小さな市であるが、人口規模以上に小売店・飲食店・開業医などが乱立しており（特に国道24号沿い）、商業地としては紀北有数である。市内には大手全国チェーンの店舗や関西などでの有力店が多く、県内で同市にしかない店も存在し、隣接地域からの買い物客も少なくない。
| |                                        |  |
| 岩出市と全国の年齢別人口分布（2005年） | 岩出市の年齢・男女別人口分布（2005年） |  |
| ■紫色 ― 岩出市 ■緑色 ― 日本全国 | ■青色 ― 男性 ■赤色 ― 女性              |  |
| 岩出市（に相当する地域）の人口の推移 \| 1970年（昭和45年） \| 15,980人 \| \| \| 1975年（昭和50年） \| 20,300人 \| \| \| 1980年（昭和55年） \| 24,125人 \| \| \| 1985年（昭和60年） \| 28,066人 \| \| \| 1990年（平成2年） \| 32,846人 \| \| \| 1995年（平成7年） \| 41,550人 \| \| \| 2000年（平成12年） \| 48,156人 \| \| \| 2005年（平成17年） \| 50,834人 \| \| \| 2010年（平成22年） \| 52,882人 \| \| \| 2015年（平成27年） \| 53,452人 \| \| \| 2020年（令和2年） \| 53,967人 \| \| |                                        |  |
| 総務省統計局 国勢調査より |                                        |  |
| 1970年（昭和45年） | 15,980人                               |  |
| 1975年（昭和50年） | 20,300人                               |  |
| 1980年（昭和55年） | 24,125人                               |  |
| 1985年（昭和60年） | 28,066人                               |  |
| 1990年（平成2年） | 32,846人                               |  |
| 1995年（平成7年） | 41,550人                               |  |
| 2000年（平成12年） | 48,156人                               |  |
| 2005年（平成17年） | 50,834人                               |  |
| 2010年（平成22年） | 52,882人                               |  |
| 2015年（平成27年） | 53,452人                               |  |
| 2020年（令和2年） | 53,967人                               |  |

### 隣接自治体
和歌山県
- 和歌山市
- 紀の川市

大阪府
- 泉南市
- 阪南市

## 歴史

### 古代～中世
「石手」とも表記され、平安時代には石手村、平安から室町期には石手荘の地名が見られる。

### 近代
明治時代
- 1889年（明治22年）4月1日 - 町村制の施行により、那賀郡岡田村・溝川村・高塚村・大町村・清水村・宮村・高瀬村・備前村・西野村の区域をもって岩出村が発足。
- 1908年（明治41年）8月1日 - 岩出村が町制施行して岩出町となる。

### 現代
昭和時代（戦後）
- 1956年（昭和31年）9月30日 - 岩出町が山崎村・根来村・上岩出村および小倉村の一部（大字山崎および上三毛の一部[注釈 1]）と合併し、改めて岩出町が発足。現在の市域となる。当時の人口は約13,000人。

平成時代
- 2006年（平成18年）4月1日 - 岩出町が市制施行して岩出市となる。県内で9番目の市。単独市制施行は有田市以来50年ぶり。

## 政治

### 行政

#### 市長
- 市長：中芝正幸（なかしばまさゆき、任期は2028年まで）

#### 行政機構
- 岩出市役所

### 議会

#### 市議会
岩出市議会
定数14人

### 市制施行
岩出市への移行
岩出町が属した那賀郡は6つの町で成り立っていたが、このうち岩出町以外の5つの町は2005年11月7日に合併して「紀の川市」となった。
岩出町は住民登録人口が5万人を突破した後、町民へのアンケートの結果などを受けて、単独で市制施行をすることを決定した。2005年国勢調査人口でも5万人を超え（50,838人）、国の地方自治法と和歌山県の条例が定めた市制施行要件を完全に満たした。
単独市制としては、全国では2002年4月1日に千葉県印旛郡富里町と沖縄県島尻郡豊見城村が市制を施行し「富里市」と「豊見城市」になって以来4年ぶりの事例となる。
岩出町議会は2006年1月13日に、和歌山県議会は3月3日に市制施行を可決。3月17日に官報に告示され、正式に決定した。

## 出先機関・施設

### 県政機関
- 那賀振興局[4]
- 紀北県税事務所
- 和歌山県植物公園緑花センター

### 施設

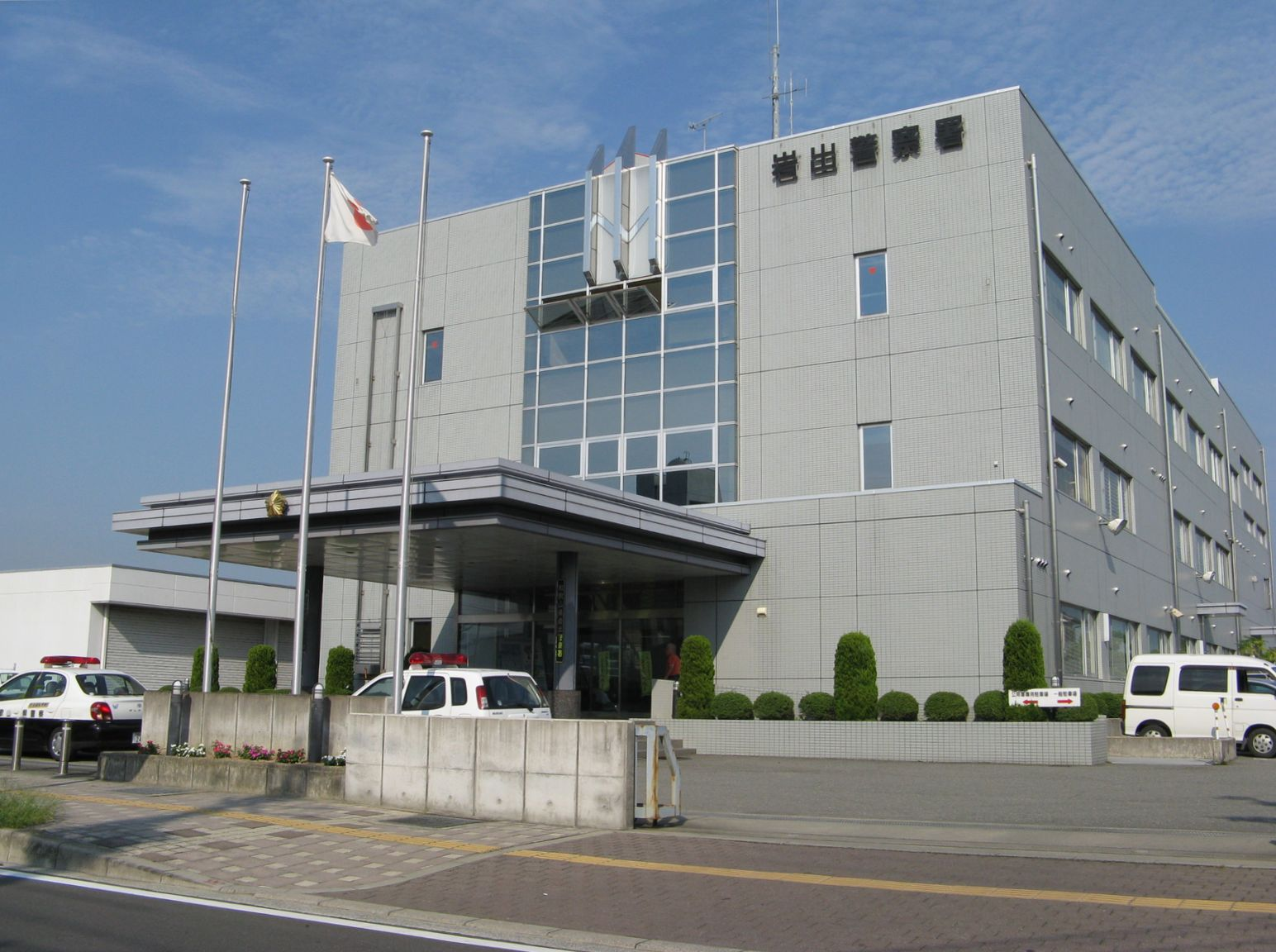
岩出警察署

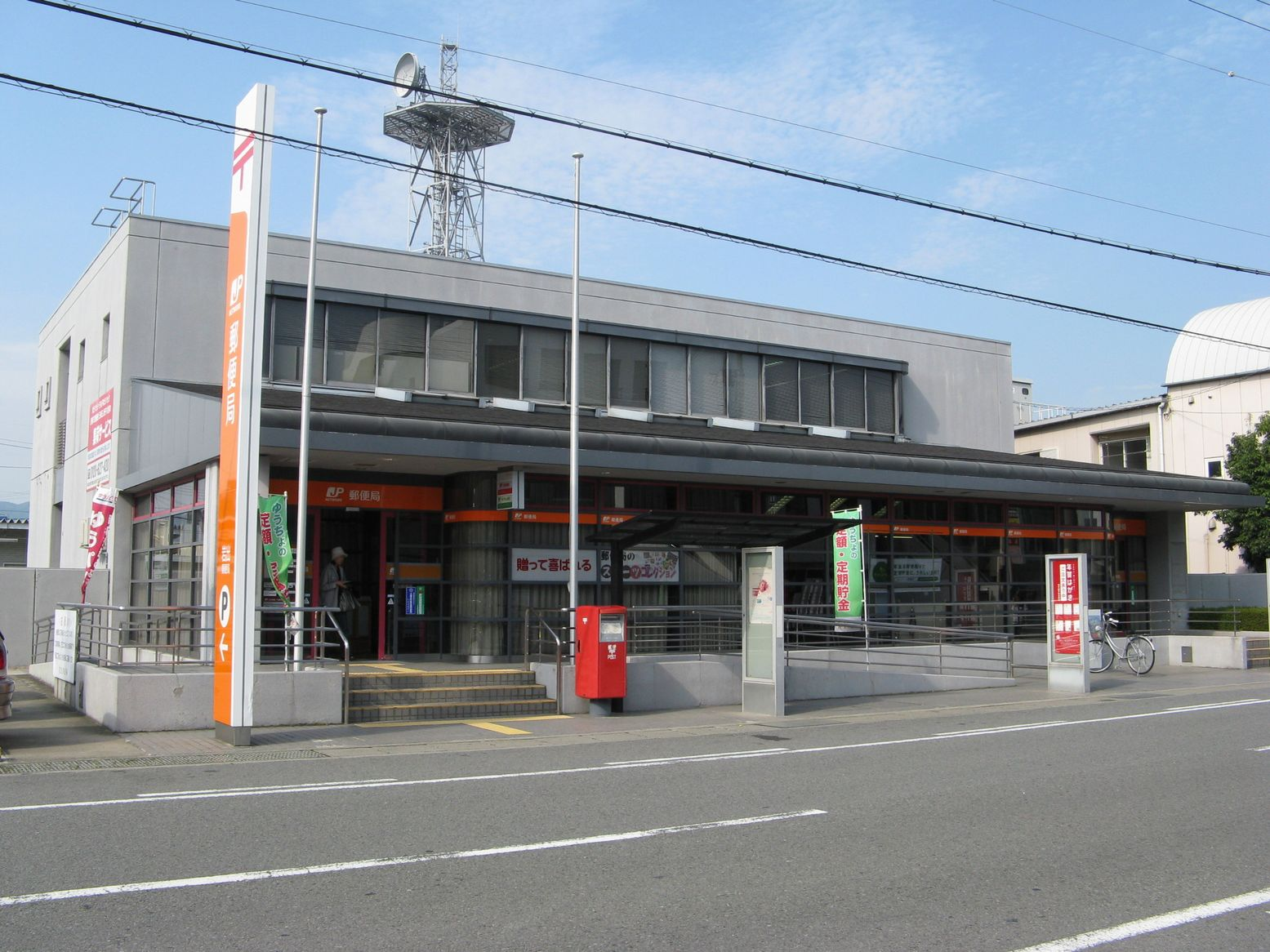
岩出郵便局

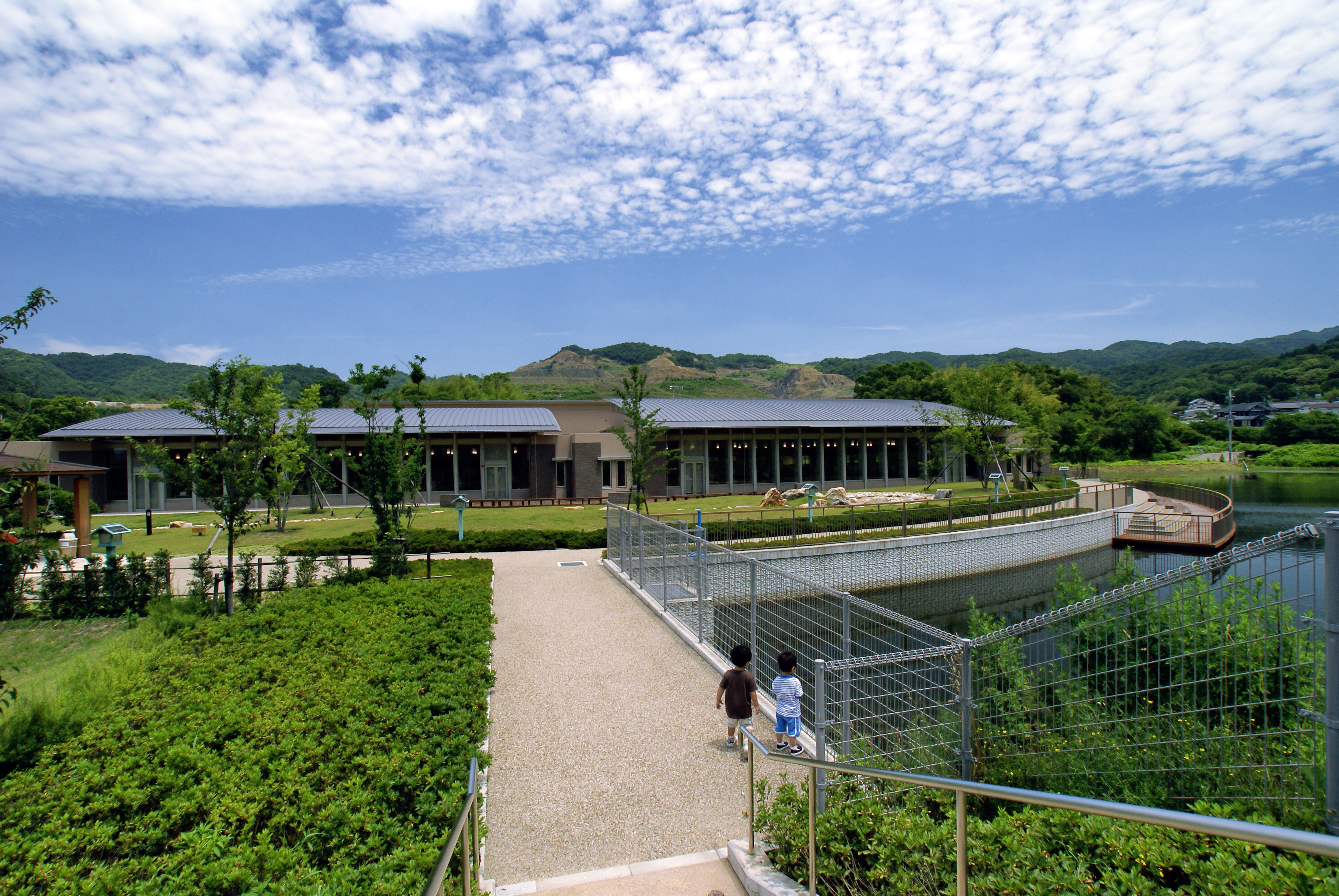
岩出市立岩出図書館

#### 警察
本部
- 和歌山県警察 岩出警察署 - 管轄は岩出市と紀の川市

交番
- 根来交番（岩出市桜台）
- 畑毛交番（岩出市畑毛）
- 岡田交番（岩出市岡田）

警察官連絡所
- 相谷警察官連絡所（岩出市相谷）
- 上岩出警察官連絡所（岩出市西国分）
- 山崎警察官連絡所（岩出市中黒）

#### 消防
本部
- 那賀消防組合

消防署
- 那賀中消防署（岩出市中迫154）

#### 医療・福祉
保健所
- 岩出市総合保健福祉センター

#### 郵便局
主な郵便局
- 岩出郵便局（清水）
- 紀泉台（きせんだい）郵便局（相谷＝あいだに）
- 岩出中黒（なかぐろ）郵便局（中黒）
- 根来（ねごろ）郵便局（根来）
- 岩出水栖（みずす）郵便局（水栖）

各郵便局にはゆうちょ銀行のATMが設置されており、岩出郵便局ではホリデーサービスを実施（2011年6月現在）。
※岩出市内の郵便番号は「649-62xx」（岩出郵便局の管轄／和歌山市の小倉地区もこれに該当）となっている。

#### 文化施設
図書館
- 岩出市立岩出図書館

博物館・資料館
- 岩出市民俗資料館
- ねごろ歴史資料館

#### 運動施設
- 岩出市体育館
- 岩出市市民総合体育館

#### 公園
- 根来若もの広場
- 根来山げんきの森

## 経済

### 第一次産業

#### 農業
主な農業協同組合
- 紀の里農業協同組合 岩出支所

### 第二次産業

#### 工業
主な工場
- 藤本食品 - 食品製造、外食店事業
- 松源 岩出プロセスセンター - 株式会社松源の物流センター・食品加工工場
- ローレル - 濾過装置の製造

### 第三次産業

#### 商業
主な商業施設
- コーナン岩出店
- コメリパワー岩出店
- ジョーシン岩出店
- ロッシュコート

### 金融機関
- 紀陽銀行　岩出支店（清水）、岩出支店紀泉台出張所（西安上）
- 南都銀行　岩出支店（清水）
- 近畿労働金庫　那賀支店（高塚）
- きのくに信用金庫　岩出支店（高瀬）

### 拠点を置く企業
- ダイコーグループ - カー用品店、外食店、不動産事業
- ジェイク - パチンコ店事業
- エニシル 和歌山ロジスティクスセンター
- 三菱電機ロジスティクス和歌山事業所岩出物流センター

## 教育
市内に大学はないが、隣接する紀の川市との境界付近に近畿大学生物理工学部(和歌山キャンパス)が設置されている。

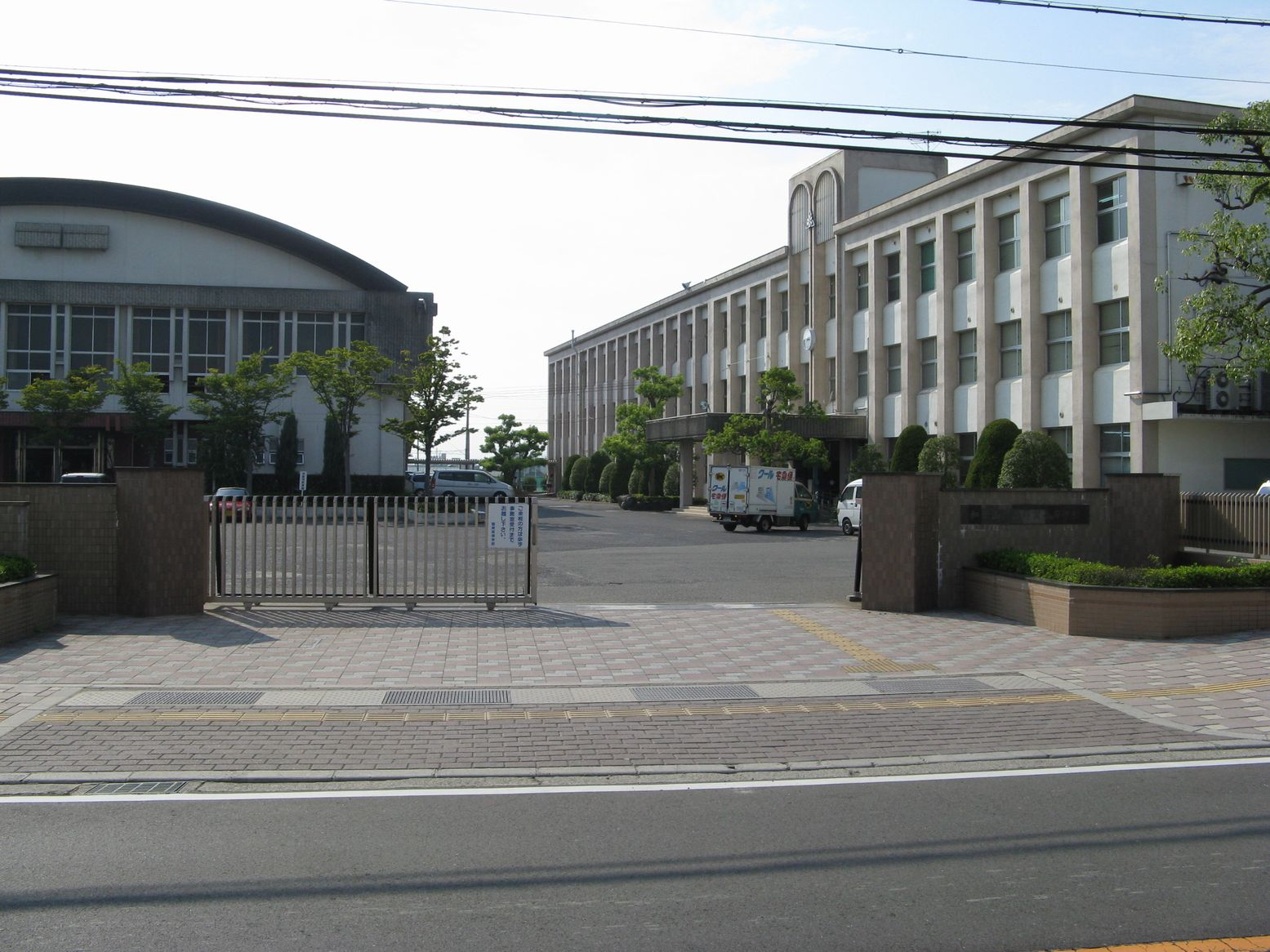
和歌山県立那賀高等学校

### 高等学校
県立
- 和歌山県立那賀高等学校

### 中学校
市立
- 岩出市立岩出中学校
- 岩出市立岩出第二中学校

### 小学校
市立
- 岩出市立岩出小学校
- 岩出市立山崎小学校
- 岩出市立山崎北小学校
- 岩出市立根来小学校
- 岩出市立上岩出小学校
- 岩出市立中央小学校

## 交通

### 鉄道
- 中心となる駅：岩出駅（快速停車駅）

#### 鉄道路線
西日本旅客鉄道（JR西日本）
- 和歌山線：船戸駅 - 岩出駅

このほか、市の北西部を阪和線が通過しているが駅はない。

### バス

#### 路線バス
- 和歌山バス那賀
  - 岩出樽井・りんくう線（岩出駅前 - 中迫 - 根来 - 岩出図書館・近畿大学 - 砂川駅前 - 樽井駅前 - イオンモールりんくう泉南 - りんくうタウン駅前）
  - 紀伊粉河線（F.B.T・県立盲学校前 - 紀伊駅前 - 紀泉台 - 根来 - 北大池 - 近畿大学 - 四日市 - 粉河駅前）
- コミュニティバス
  - 岩出市巡回バス
    - 東巡回（船戸・根来）コース
    - 中央巡回（南大池・中黒）コース
    - 西巡回（紀泉台・吉田）コース

  - 紀の川コミュニティバス

### 道路
市の北西部を阪和自動車道が通っているが、市内にインターチェンジはない。

#### 高速道路
自動車専用道路
- E24京奈和自動車道（紀北西道路）：岩出根来IC

#### 国道
- 国道24号
  - 岩出バイパス
  - 和歌山バイパス

#### 県道
主要地方道
- 和歌山県道7号粉河加太線
- 和歌山県道9号岩出海南線
- 和歌山県道10号岩出野上線
- 和歌山県道13号和歌山橋本線
- 和歌山県道14号和歌山打田線
- 和歌山県道63号泉佐野岩出線（紀ノ川広域農道）

#### 道の駅
- 道の駅根来さくらの里
- 道の駅ねごろ歴史の丘

## 観光

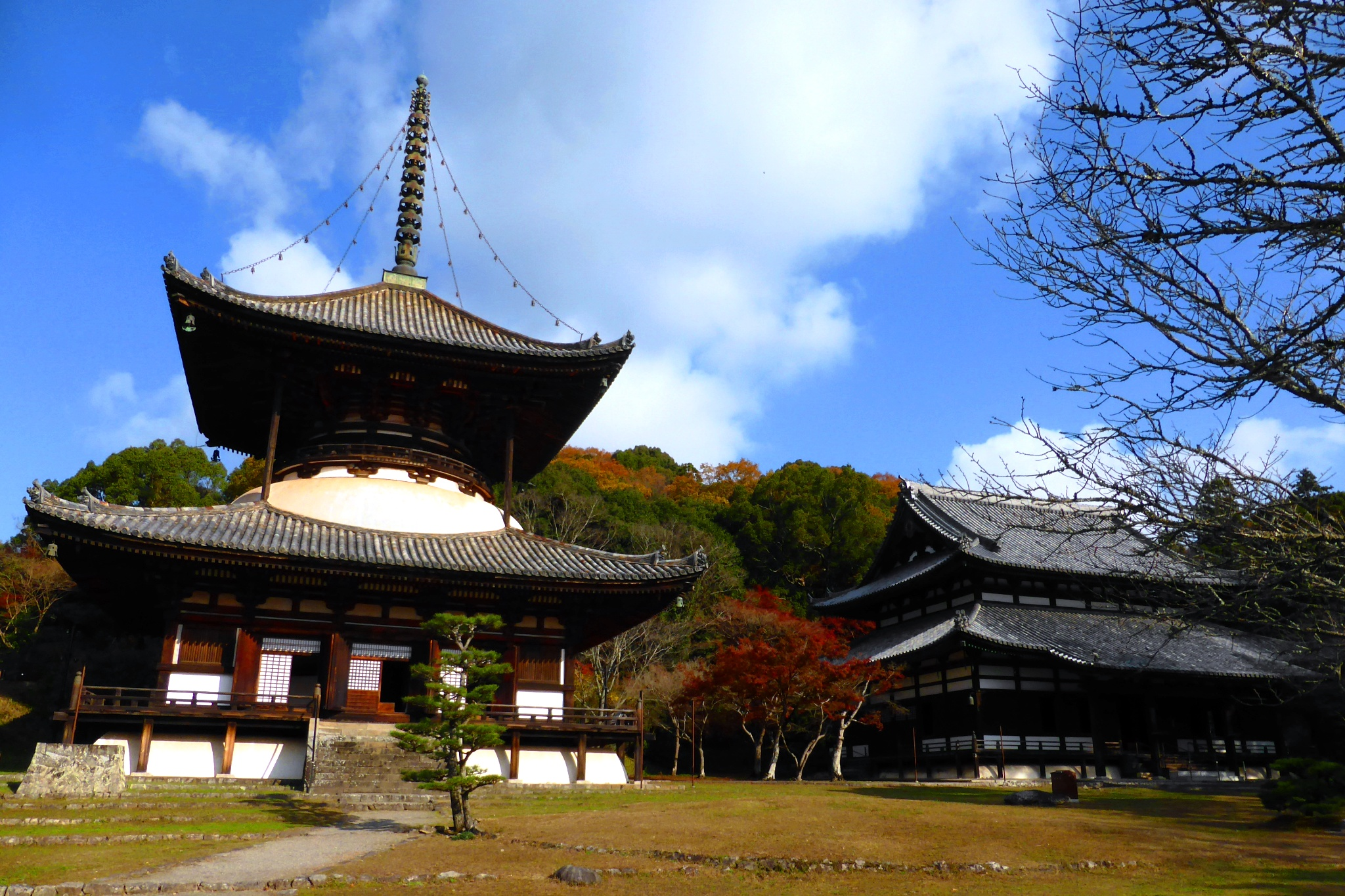
根来寺

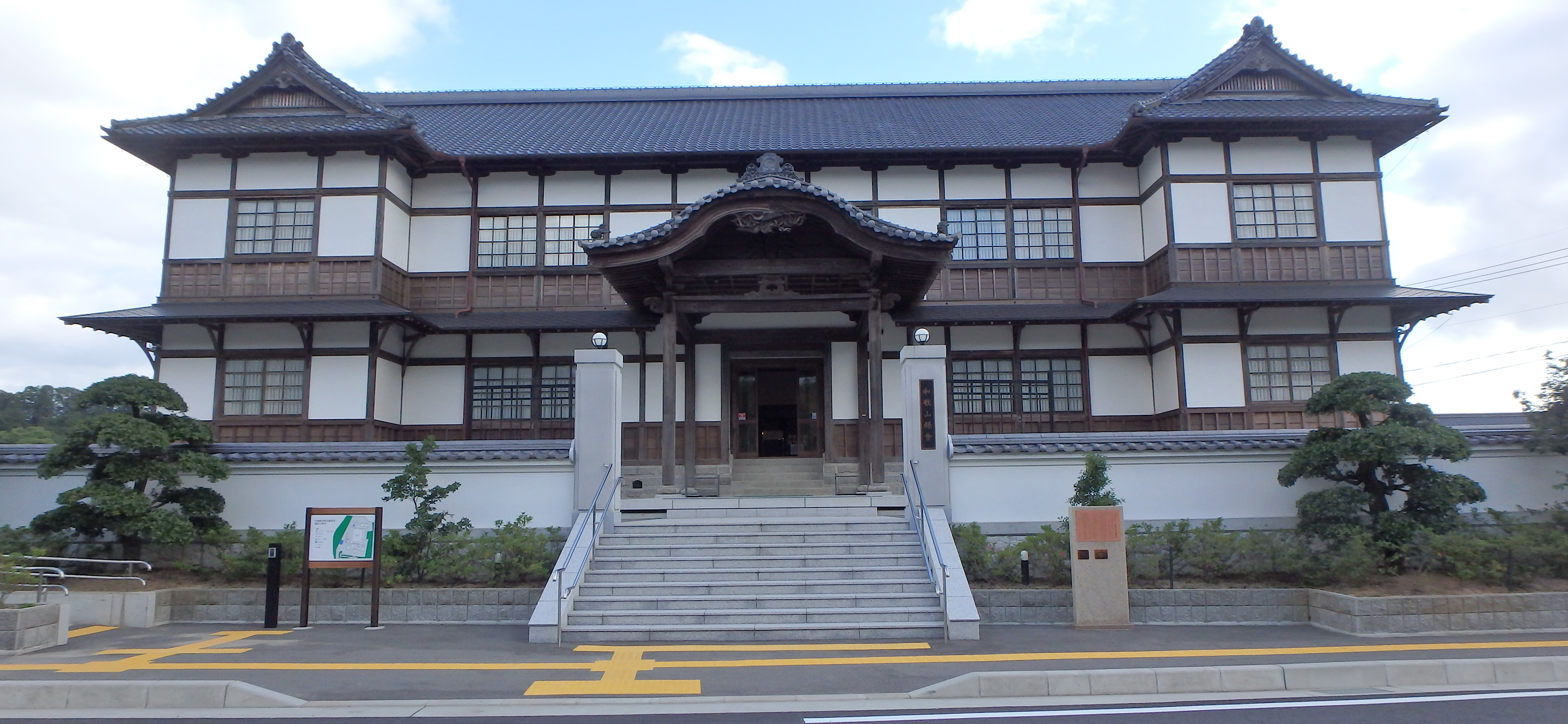
一乗閣

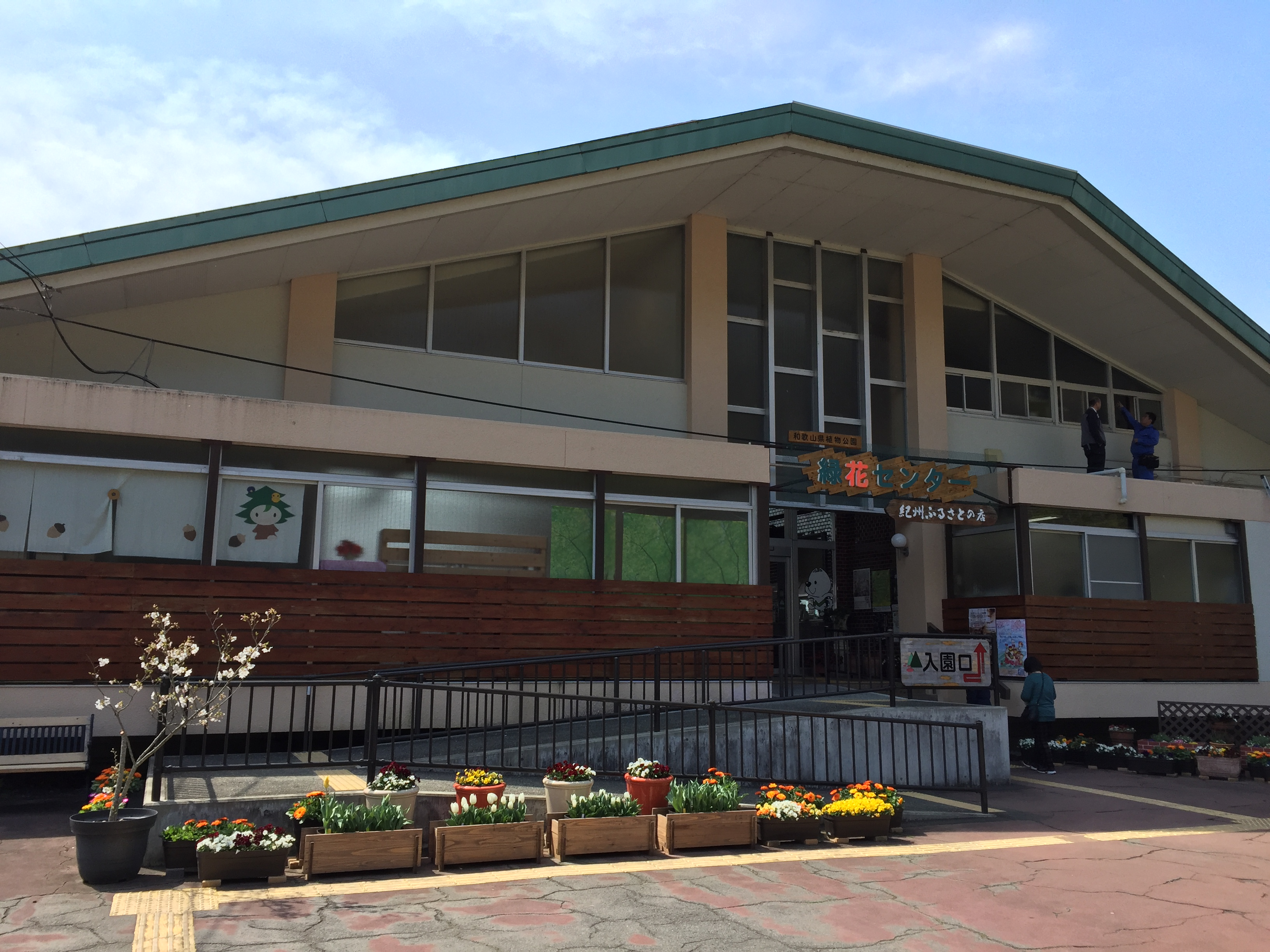
和歌山県植物公園緑花センター

### 名所・旧跡
主な神社
- 荒田神社
- 大宮神社 - 旧郷社
- 上岩出神社
- 護国神社
- 山崎神社

主な寺院
- 根来寺 - 国宝の大塔を有し、境内は国の史跡、庭園は国の名勝に指定。新義真言宗総本山の寺院
- 西国分塔跡 - 「紀伊国分寺」。国の史跡
- 誠証寺
- 蓮経寺
- 地士の門長屋 - 金田家の門長屋、市指定文化財

主な史跡
- 一乗閣 - 旧和歌山県議会議事堂、国の重要文化財
- 増田家住宅 - 大庄屋屋敷、国の重要文化財
- 桃井家住宅 - 大庄屋屋敷、市指定文化財

### 観光スポット
温泉
- 根来温泉

主な公園
- 大宮緑地総合運動公園
- さぎのせ公園
- 水栖大池公園
- 和歌山県植物公園緑花センター

文化施設
- 岩出市民俗資料館
- 岩出市立岩出図書館

## 文化・名物

### 名産・特産品
- 紀州漆器
- 根来塗
- カーネーション
- ねごろ大唐
- 高砂アラレ

## 出身関連著名人

### 出身著名人
- 吉村茂夫 - 南海電気鉄道元社長・会長
- 吉村友之進 - 貴族院多額納税者議員
- 高井観海 - 真言宗智山派管長、智積院55世能化、大正大学教授、智山専門学校校長
- 平田豊 - 画家
- 宮崎充登 - プロ野球選手
- 林晃汰 - プロ野球選手
- 船戸順 - 俳優
- 龍田直樹 - 声優
- 沖田総平 - アナウンサー
- 田中和仁 - 体操選手
- 田中理恵 - 体操選手
- 田中佑典 - 体操選手
- 平藤真治 - イベントプロデューサー、『神戸コレクション』『東京ランウェイ』『超十代』プロデューサー、映画『パラダイスキス』ファッションプロデューサー
- 四十住さくら - スケートボード選手

### ゆかりのある人物
- 鶴保庸介 - 参議院議員